# 朱敏 (语言学家)
朱敏（1926年4月18日—2009年4月13日），原名朱敏书，曾用名贺高敏、贺飞飞，女，四川仪陇人，祖籍廣東韶關，中國语言学家，北京师范大学外文学院教授。朱德与贺稚华的女儿。

## 生平
朱敏于1926年生于苏联莫斯科郊外，当时朱德正在莫斯科东方劳动大学求学。朱敏的乳名为“四旬”，后又曾改名为贺高敏、贺飞飞。她于1941年被送到苏联留学，当时化名“赤英”。同年6月，她被德军俘虏，直至1945年才被苏军解救。她在纳粹集中营的这段经历曾被改编为电影《红樱桃》。她也因此于1995年获得过俄罗斯政府向当年参加苏德战争的老战士颁发的纪念奖章。朱敏于1953年毕业回国，此后一直在北京师范大学任教。1986年离休后，朱敏参与创办了中国军地两用人才大学（现北京军地专修学院），出任院长。2009年，朱敏因病在北京逝世，享年83岁。

## 著作
- 《朱委员长教育我们干革命》，1978年4月，少年儿童出版社
- 《回忆我的父亲朱德委员长》，1978年5月，少年儿童出版社
- 《我的父亲朱德》 (图文版)朱敏 著, 顾保孜 执笔，2002-02，辽宁人民出版社

## 家庭
朱敏丈夫：刘铮
朱敏子女：
- 儿子刘建，中国人民解放军少将军衔，曾任中国人民解放军装备学院副院长[7]。
- 儿子刘康，从事中德之间的商务交流。
- 儿子刘进，八路军研究会会长[8]。
- 儿子刘敏，法语译员。
- 儿子刘武，解放军某研究所大队长。
- 女儿刘丽[9]。